# ديفيس بيريرا
ديفيس بيريرا (بالبرتغالية: Davis Pereira‏) هو دراج برازيلي، ولد في 21 يناير 1958 في ليميرا في البرازيل.

## وصلات خارجية
- ديفيس بيريرا على موقع إحصائيات الدراجات الإحترافية (الإنجليزية)
- ديفيس بيريرا على موقع أوليمبيديا (الإنجليزية)